# Sint-Hubertuskapel (Strijbeek)
De Sint-Hubertuskapel is een kapel die zich bevindt aan de Strijbeekseweg 59A te Strijbeek, op 100 meter afstand van de Belgisch-Nederlandse grens.
De voorganger van de huidige kapel werd gebouwd in 1518. Ze was betrekkelijk groot: 22 meter lang en 15 meter groot en deed dan ook dienst als kerkje, een zogenaamde kwartkerk. Omstreeks die tijd had de plaats 157 inwoners.
In 1872 werd de kapel te groot bevonden en ze werd afgebroken. De bakstenen ervan werden gebruikt om de huidige kapel te bouwen, naar een ontwerp van P.J. Soffers. In de voorgevel is een klokkenstoeltje ingebouwd, waarin een in 1756 gegoten klok hangt. Het interieur van het gebouwtje bevat een Maria-altaar en enkele glas-in-loodramen die episoden uit het leven van de Heilige Hubertus uitbeelden.